# Georg Wratsch
Georg Wratsch (* 18. August 1928 in Lindenberg; † 3. Januar 2006 in Potsdam) war ein deutscher Szenenbildner.

## Leben
Wratsch absolvierte von 1950 bis 1953 ein Malereistudium an der Fachschule für Angewandte Kunst in Wismar und studierte anschließend von 1953 bis 1958 bei Erich Fraaß, Werner Laux und Paul Michaelis an der Hochschule für Bildende Künste Dresden. Für seine Diplomarbeit schuf er das Tafelbild Arbeiter. Nach seinem Studium wurde er bei der DEFA als Mitarbeiter für Bauausführungen eingestellt und arbeitete ab 1966 selbstständig für Film und Fernsehen als Szenenbildner.
Seine erste Arbeit als selbstständiger Szenenbildner wurde 1966 Die Reise nach Sundevit unter der Regie von Heiner Carow. Für Aufsehen sorgte 1975 seine Ausgestaltung des Films Bankett für Achilles, „da hier erstmals die Indstrielandschaft ohne Beschönigung dargestellt und konsequent auf die Entwicklung einer Arbeiterfigur bezogen wurde“. Mehrfach arbeitete Wratsch mit den Regisseuren Heiner Carow, Siegfried Kühn und Horst Seemann zusammen.
Wratsch war bis 1990 Mitglied des Verbands Bildender Künstler der DDR.

## Filmografie
- 1962: Rotkäppchen (Bauten)
- 1963: Daniel und der Weltmeister
- 1964: Bummi als Zeitungsmacher (Bauten)
- 1966: Die Reise nach Sundevit
- 1967: Meine Freundin Sybille
- 1968: Blaulicht: Leichenfund im Jagen 14 (TV-Reihe)
- 1968: Alchimisten
- 1969: Der Weihnachtsmann heißt Willi
- 1970: Im Spannungsfeld
- 1970: Anlauf
- 1971: Männer ohne Bart
- 1972: Sechse kommen durch die Welt
- 1973: Die Hosen des Ritters von Bredow
- 1973: Das zweite Leben des Friedrich Wilhelm Georg Platow
- 1974: Zum Beispiel Josef (Bauten)
- 1974: Wie füttert man einen Esel
- 1975: Bankett für Achilles
- 1977: Unterwegs nach Atlantis (Bauten)
- 1977: Die Flucht
- 1978: Fleur Lafontaine
- 1978: Hiev up
- 1978: Des kleinen Lokführers große Fahrt (TV)
- 1980: Seitensprung
- 1980: Levins Mühle
- 1982: Hotel Polan und seine Gäste (TV)
- 1983: Fariaho
- 1984: Ärztinnen
- 1984: Eine sonderbare Liebe
- 1985: Besuch bei van Gogh
- 1986: Hilde, das Dienstmädchen
- 1986: Blonder Tango
- 1987: Kindheit
- 1988: Fallada – Letztes Kapitel
- 1989: Die Beteiligten
- 1989: Coming Out
- 1990: Sehnsucht
- 1991: Heute sterben immer nur die anderen

## Malerei (Auswahl)
- Christiane (1958, Öl, 67 × 58 cm)

## Ausstellungen (mutmaßlich unvollständig)
- 1957: Berlin, Ausstellungspavillon Werderstraße („Junge Künstler der DDR“)
- 1961: Berlin, Akademie der Künste (Jahresausstellung 1961. „Junge Künstler. Malerei“)
- 1977/1978, 1982/1983 und 1987/1988: Dresden, VIII. bis X. Kunstausstellung der DDR